# Aidan G. C. Wright
Aidan G. C. Wright (* 1980) ist Professor für Psychologie und derzeit Phil F. Jenkins Forschungsprofessor für Depression an der University of Michigan. Seine Forschung untersucht die Verbindung zwischen Persönlichkeitsmerkmalen und psychischen Gesundheitsproblemen, wobei er Echtzeit-Datenerhebungsmethoden wie Smartphone-Umfragen und passives Monitoring einsetzt, um das Verhalten und Wohlbefinden von Menschen im Alltag zu erforschen.
Wright hat seit 2009 mehr als 250 wissenschaftliche Artikel veröffentlicht und seine Arbeiten wurden über 21.000 Mal zitiert.

## Akademische Laufbahn
Aidan Wright erwarb seinen Bachelor of Arts in Psychologie an der Pennsylvania State University zwischen 1999 und 2003.
Anschließend absolvierte er von 2004 bis 2006 seinen Master of Science in Psychologie an der Villanova University, wo er unter der Betreuung von Patrick M. Markey, PhD, eine Abschlussarbeit mit dem Titel „Retrospective Complementarity and the Interpersonal Situation“ verfasste.
Von 2011 bis 2012 absolvierte Wright ein prädoktorales klinisches Praktikum am Western Psychiatric Institute and Clinic, Department of Psychiatry, der University of Pittsburgh School of Medicine.
In diesem Zeitraum absolvierte Wright außerdem sein Doktorstudium in Klinischer Psychologie an der Pennsylvania State University und schloss seinen PhD zwischen 2006 und 2012 ab. Seine Dissertation mit dem Titel „Comparing Methods to Model Stability and Change in Personality and its Pathology“ wurde von Aaron L. Pincus, Ph.D., betreut.
Im Jahr 2012 wurde Wright Postdoktorand am Department of Psychiatry der University of Pittsburgh School of Medicine, wo ihm das Ruth L. Kirschstein NRSA Trainee Fellowship verliehen wurde.
Anschließend wurde Wright 2013 Postdoktorand am Department of Psychology der State University of New York in Buffalo und erhielt das Ruth L. Kirschstein NRSA Individual Fellowship.
2016 hielt er zusammen mit Johannes Zimmermann die 19. SITAR Conference in Berlin ab.

## Auszeichnungen
- 2005: Psi Chi Honor Society
- 2005–2006: Villanova University Graduate Assistantship
- 2007–2008: Penn State Quantitative Social Science Initiative Predoctoral Fellowship
- 2009: Martin T. Murphy Award for Excellence in Clinical Psychology, Department of Psychology, The Pennsylvania State University
- 2009: Outstanding Publication by a Graduate Student in Psychology, Department of Psychology, The Pennsylvania State University
- 2010: Mary S. Cerney Award for Outstanding Student Research Paper, Society for Personality Assessment
- 2010: Raymond Lombra Graduate Student Award for Excellence in Research in the Social Sciences, College of the Liberal Arts, The Pennsylvania State University
- 2011: Rising Star Award, Association for Research in Personality
- 2011: Jerry S. Wiggins Student Award for Outstanding Interpersonal Research, Society for Interpersonal Theory and Research
- 2013–2018: National Institute of Health Clinical Loan Repayment Program - National Institute of Mental Health (L30 MH101760)
- 2013 & 2014: Early Career Travel Grant, Society for Personality Assessment
- 2016: Rising Star, Association for Psychological Science
- 2017: Early-Career Investigator Award, North American Society for the Study of Personality Disorders
- 2017: David Shakow Early Career Award for Contributions to Clinical Psychology, Society of Clinical Psychology (American Psychological Association Division 12)
- 2017: Susan Nolen-Hoeksema Early Career Research Award, Society for a Science of Clinical Psychology
- 2018: Samuel J. and Anne G. Beck Award for Outstanding Early Career Research in Personality Assessment, Society for Personality Assessment
- 2019: Early Career Award, Association for Research in Personality
- 2019: SAGE Young Scholars Award, Society for Personality and Social Psychology
- 2020: Martin Mayman Award for a Distinguished Contribution to the Personality Assessment Literature, Society for Personality Assessment
- 2021: Early Career Award, Society for Research in Psychopathology
- 2021: Mid-Career Investigator Award, North American Society for the Study of Personality Disorders
- 2022: Distinguished Scientific Award for Early Career Contribution to Psychology in the area of psychopathology, American Psychological Association (APA)
- 2023: Chancellor’s Distinguished Research Award, University of Pittsburgh